# Cenchrus prieurii
Cenchrus prieurii là một loài thực vật có hoa trong họ Hòa thảo. Loài này được (Kunth) Maire mô tả khoa học đầu tiên năm 1931.